# Issans
Issans är en kommun i departementet Doubs i regionen Bourgogne-Franche-Comté i östra Frankrike. Kommunen ligger i kantonen Montbéliard-Ouest som tillhör arrondissementet Montbéliard. År 2022 hade Issans 241 invånare.

## Befolkningsutveckling
Antalet invånare i kommunen Issans
Referens:INSEE